# Mattia Corvino
Mattia Corvino, detto Mattia il Giusto (in ungherese Hunyadi Mátyás, in croato Matija Korvin, in romeno Matei o Matia Corvin, in slovacco Matej Korvín, in ceco Matyáš Korvín; Cluj-Napoca, 23 febbraio 1443 – Vienna, 6 aprile 1490), è stato re d'Ungheria dal 1458 al 1490. Fu incoronato re di Boemia nel 1469 e governò Moravia, Slesia, Lusazia e dal 1486 fu anche duca d'Austria.

## Il soprannome Corvino
Il soprannome Corvino gli fu attribuito dal biografo italiano Antonio Bonfini, il quale affermava che la famiglia Hunyadi, sul cui stemma era ritratto un corvo, discendesse dalla famiglia antico-romana dei Corvino o Corvo (Corvus o Corvinus). 
Qualcuno suppone che si tratti di una «captatio benevolentiae» per accattivarsi la simpatia di re Mattia durante la solenne udienza dell'estate 1488 con l'ambasciatore Pietro Ranzano (inviato del re di Napoli) tenuta per il fidanzamento del figlio Giovanni Corvino con la principessa di Milano Bianca Maria Sforza. Si trattava di una missione per impedire il matrimonio, in cui era probabilmente implicata anche la stessa moglie di Mattia, Beatrice d'Aragona andata in sposa al sovrano di un impero che a suo tempo aveva un ruolo importante nella politica europea. Nonostante questo, sembra che in Italia si asserisse che re Mattia fosse: «Romanum te ac Latinum hominem nos Itali asserimus, affirmamus, praedicamus», cioè «Sei un romano e un uomo latino. Noi italiani asseriamo, affermiamo, predichiamo». Affermazione che veniva documentata anche nell'arte italiana, per esempio a Roma un muro di una casa della piazza sul lato verso S. Lorenzo in Damaso era decorato da tempo da una gigantesca raffigurazione equestre di Mattia trionfante sul Turco (ove una scritta latina affermava che re Mattia fosse uno dei nostri, ossia un discendente romano). Per Ranzano non vi era dubbio sul fatto che la stirpe di Marco Valerio Corvino (Marcus Valerius Corvus/Corvinus) fosse sopravvissuta anche nella famiglia Hunyadi, che appunto recava un corvo sullo stemma e che a detta dei connazionali era originaria dall'isola Corvina sul Basso Danubio (chiamata anche Covinus, Covino, Corvinus, Cowinus). Già nel 1484 l'attribuzione di un'origine di sangue romano per il re di Ungheria aveva ormai una lunga tradizione in Italia. Queste informazioni sono riportate anche negli Annales, opera di Ranzano, che era accessibile solo a pochi.
 

Secondo i registri della Slesia, a Mattia fu tolto un anello da un corvo, che poi catturò e uccise recuperando l'anello, in ricordo di questo evento fu apposto il corvo sul sigillo. Altri sostengono che quando Mattia era prigioniero a Praga, sua madre gli mandò un corvo con un messaggio.

Stemmi di Mattia Corvino d'Ungheria, versioni varie

## Biografia

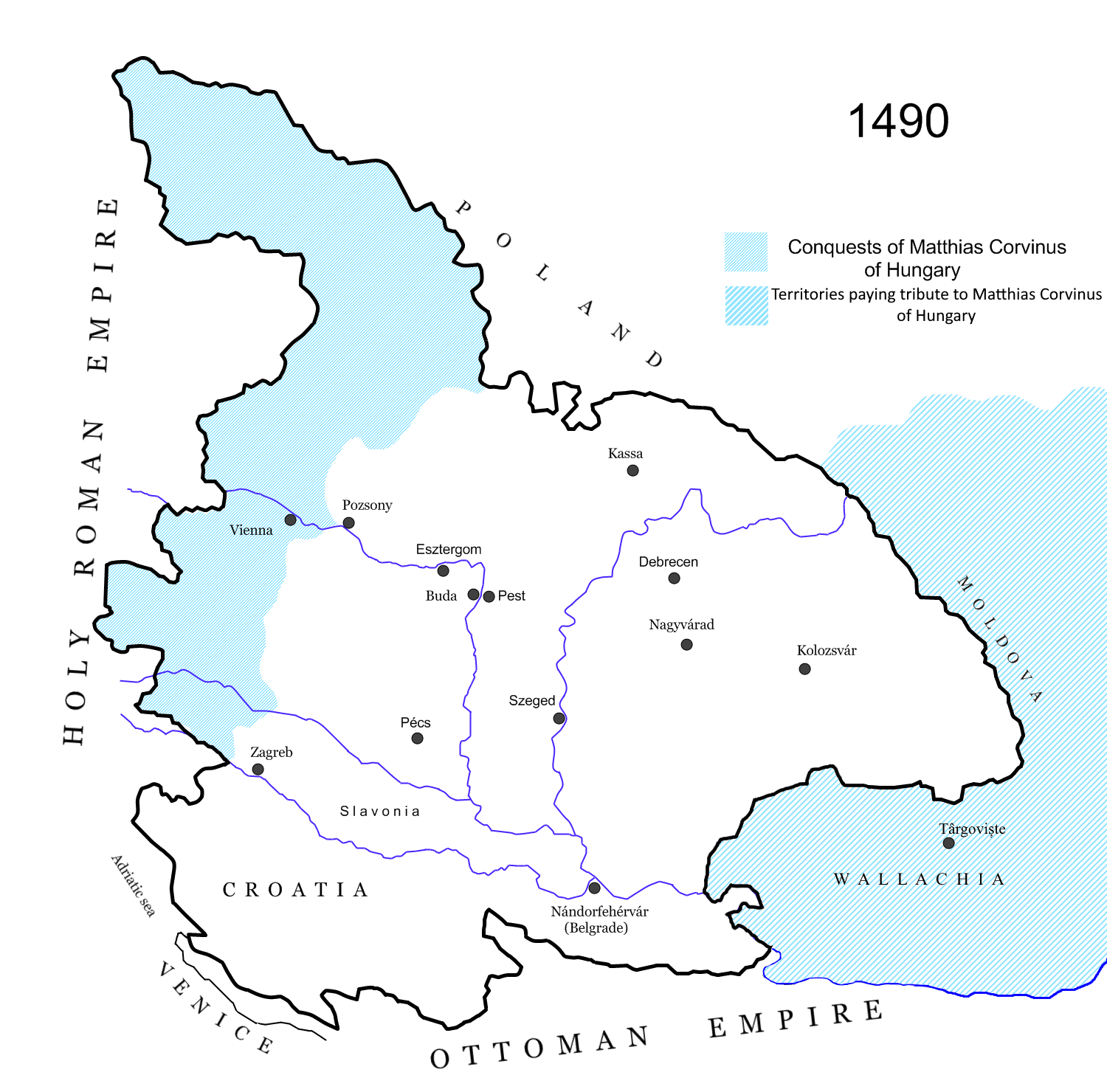
Le conquiste di Mattia Corvino a Occidente

Mattia apparteneva ad una casata molto ricca ed era figlio di Giovanni Hunyadi, voivoda di Transilvania, e di una nobildonna ungherese, Erzsébet Szilágyi. Alla morte del re Ladislao V, avvenuta nel 1458 forse per avvelenamento, il giovane Mattia fu eletto re d'Ungheria con l'aiuto del suo zio Mihály Szilágyi.
Nel 1463, dopo un matrimonio infantile durato pochi mesi con la nobildonna slovena Elisabetta di Celje (1441-1455), nipote del despota serbo Durad Branković; Mattia sposò la giovanissima Caterina Poděbrady, figlia del re di Boemia Giorgio di Poděbrady. L'anno seguente, Caterina morì di parto a quattordici anni, stessa età cui morì Elisabetta, mettendo al mondo un figlio nato morto. 
Nel 1464 liberò la Bosnia sconfiggendo i Turchi. Diede inizio nel 1468 alla crociata contro l'ex suocero Podebrady, che aveva lasciato la fede cattolica per quella riformista di Jan Hus, conquistando Moravia, Slesia e Lusazia nel 1469. Per le sue conquiste si avvalse anche di un corpo di mercenari (fekete sereg o Armata nera). Morto il Podebrady, continuò la guerra contro il successore Ladislao II di Boemia, che nel 1478 fu costretto a riconoscergli le conquiste firmando la pace di Olomouc, con la quale a Mattia fu riconosciuto anche il titolo di re di Boemia.
Nel 1485 guadagnò il controllo di parte dell'Austria. Tentò anche di ottenere la corona imperiale ma gli fu preferito Massimiliano d'Asburgo. 
Fece dell'Ungheria un potente stato, dove, con la seconda moglie Beatrice d'Aragona, introdusse la cultura rinascimentale italiana. Mattia fu il primo monarca non italiano a promuovere la diffusione dello stile rinascimentale nel suo regno.Lo studioso italiano Marsilio Ficino introdusse re Mattia alle idee di Platone di un re-filosofo che unisce saggezza e forza in se stesso.

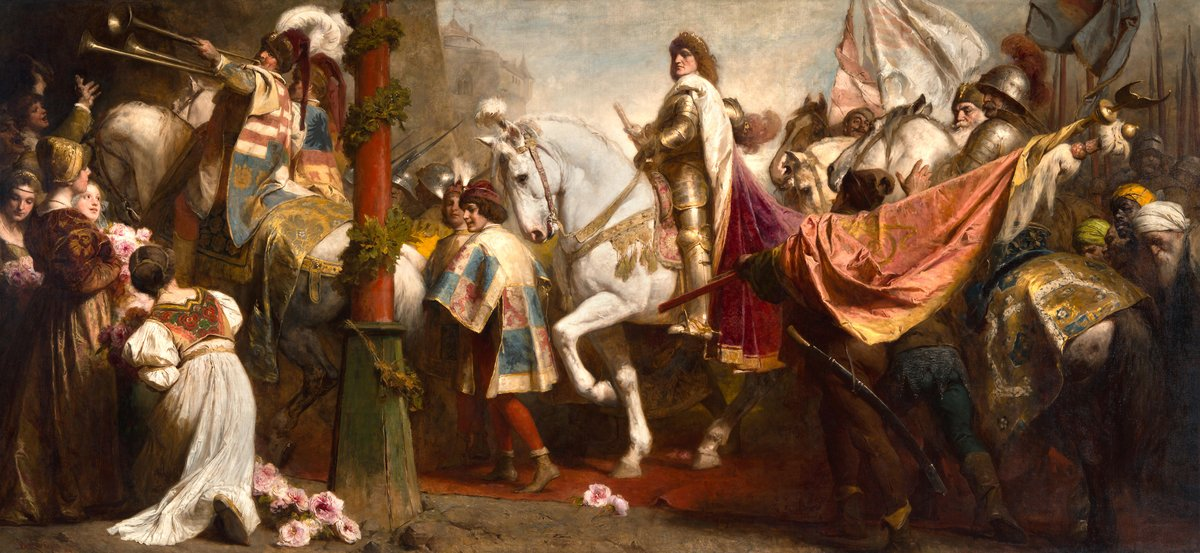
Il trionfante Mátyás (ingresso di Mátyás a Buda), opera di Benczúr Gyula

Questo è dovuto al fatto che il nobile fu iniziato dai Filomati, nella città italiana di Lucca, al neoplatonismo e ai culti misterici, ed ebbe modo di frequentare lo spirito culturale del tempo.

### Politica in Valacchia e Moldavia
Mattia ebbe al proprio fianco nel conflitto con gli Ottomani Vlad III, principe della Valacchia. Benché Vlad avesse molto successo contro gli eserciti ottomani, i due sovrani cristiani entrarono in conflitto nel 1462 a causa delle crudeltà di Vlad contro i mercanti sassoni, portando Mattia ad invadere la Valacchia e ad incarcerare Vlad a Buda.
Tuttavia, l'ampio sostegno che Vlad III riceveva da molti sovrani europei, spinse Mattia Corvino a concedere gradualmente uno stato privilegiato al suo controverso prigioniero.

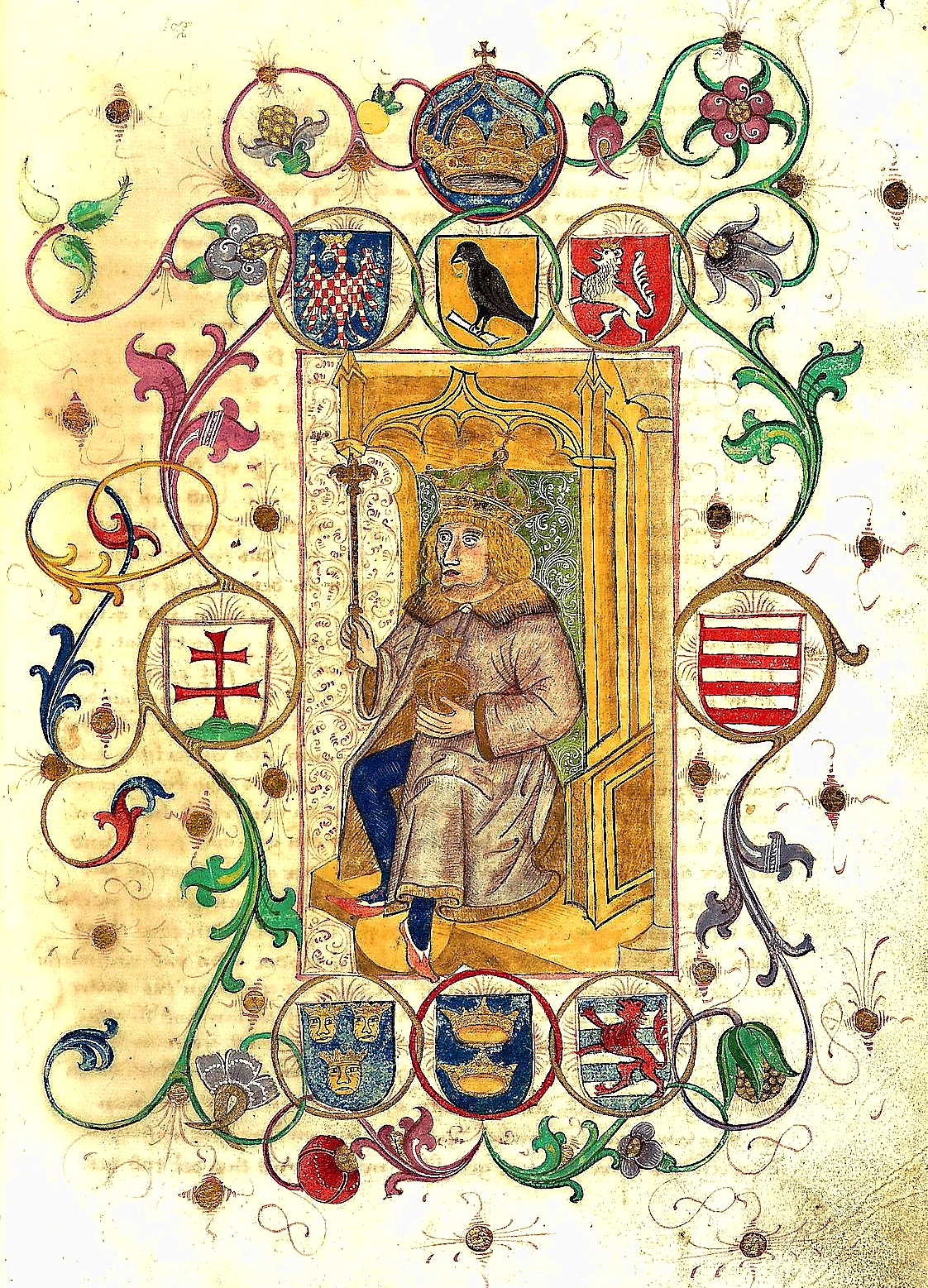
Araldica di Mattia Corvino dipinta su un manoscritto in tedesco di Johannes de Thurocz (1490)
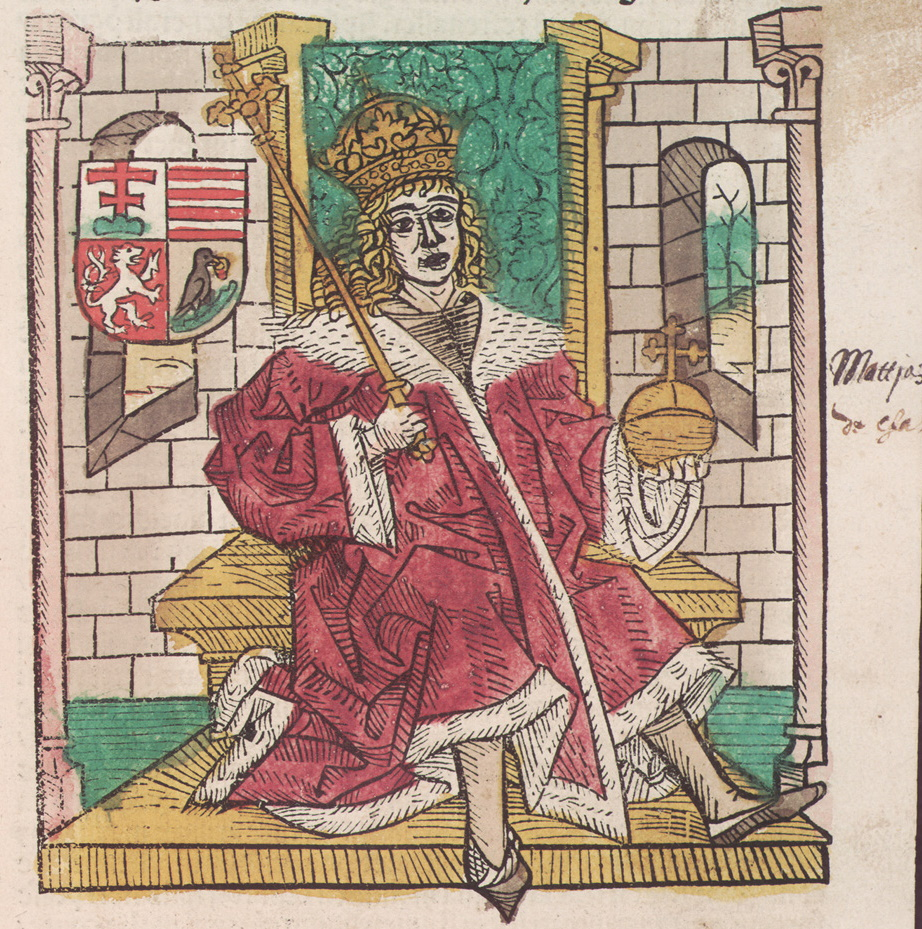
Mattia come riprodotto nella Chronica Hungarorum di Johannes de Thurocz
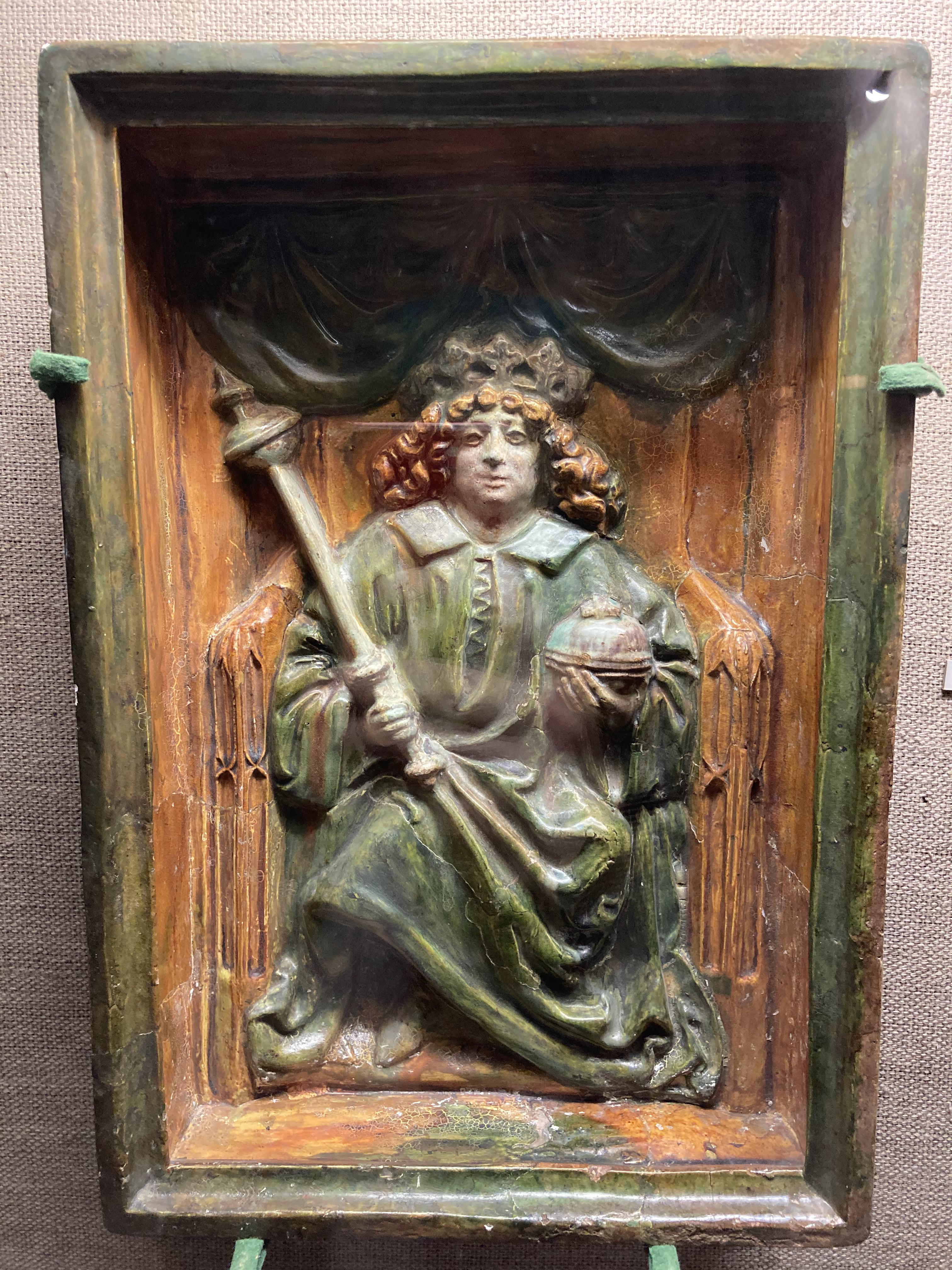
Questa piastrella della stufa raffigura il re Mattia del castello di Buda 1480
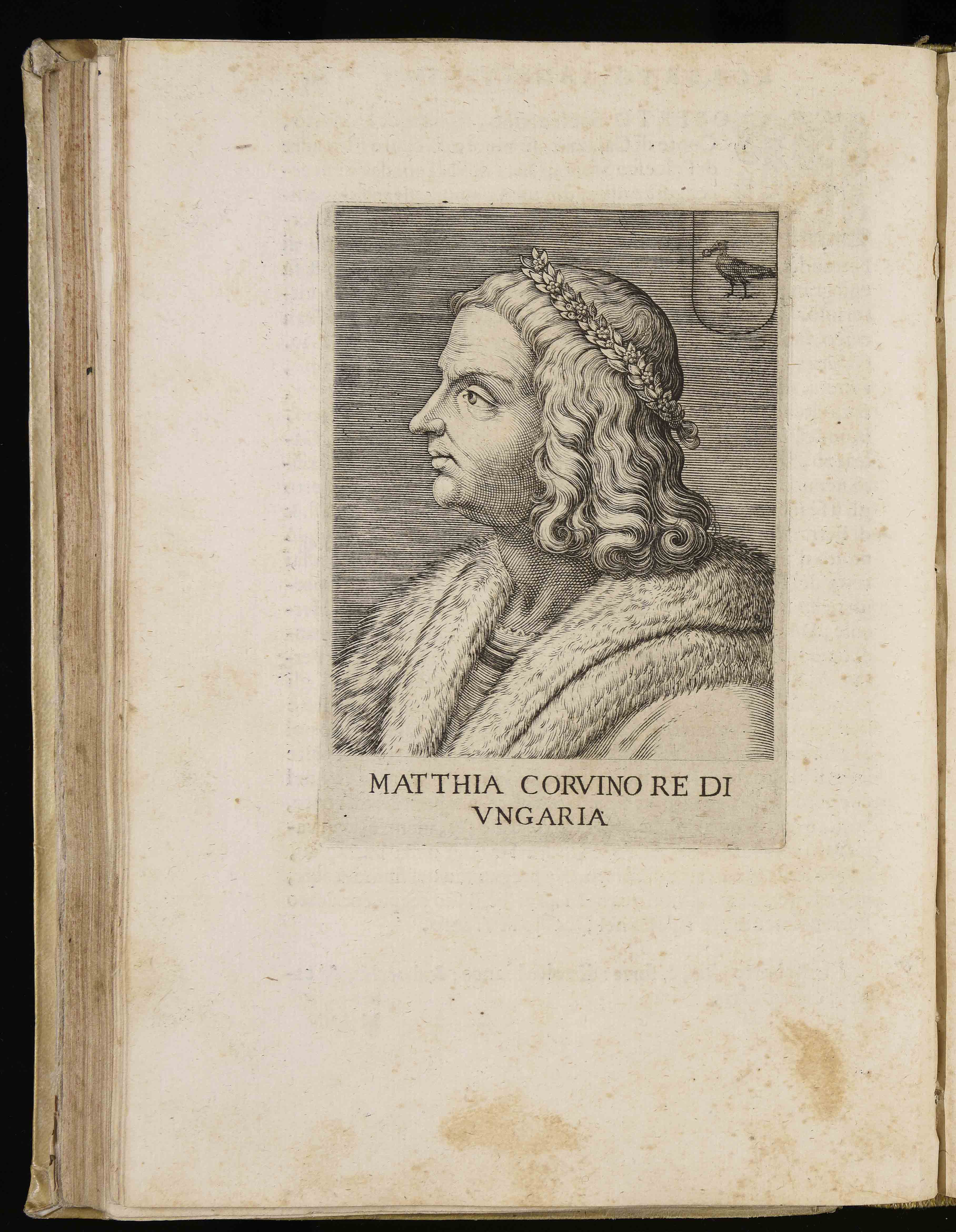
Mattia Corvino, re di Boemia, Croazia e Ungheria
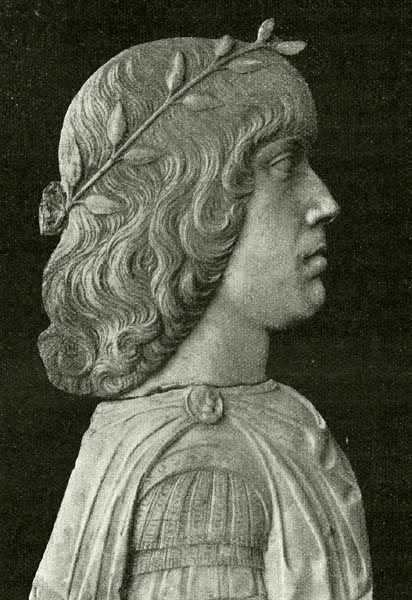
Matthias Corvinus da ragazzo. Museo del Castello Sforzesco, Milano, Italia
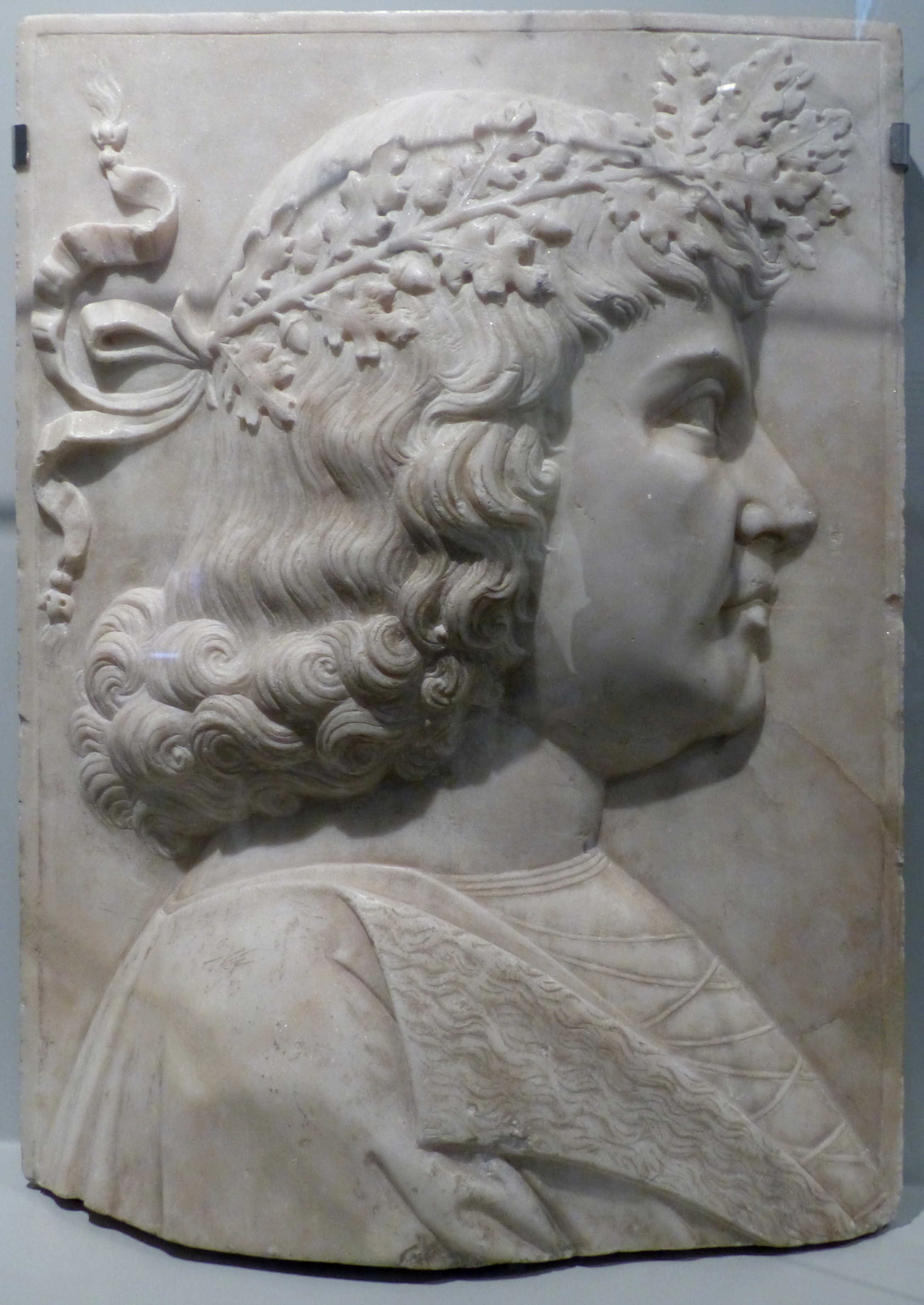
Wiener Neustadt (Bassa Austria). Mostra Bassa Austria 2019 - Rilievo di Mattia Corvino, re d'Ungheria, da Firenze (1485)

### Morte e discendenza
Quando anche dal terzo matrimonio, con Beatrice d'Aragona, celebrato nel 1475, non nacquero figli, Mattia Corvino pensò di affidare il trono al figlio illegittimo Giovanni Corvino contro il volere della moglie. La morte improvvisa del re lasciò la corte senza indicazioni precise e la situazione venne facilmente risolta dalla moglie che indicò come successore Ladislao Jagellone con il quale contrasse un matrimonio segreto. Dopo l'ascesa al trono però il matrimonio venne annullato per un vizio di forma e Beatrice fu costretta a rientrare a Napoli, mentre Giovanni venne nominato governatore della Bosnia.

## Mattia Corvino nella cultura di massa

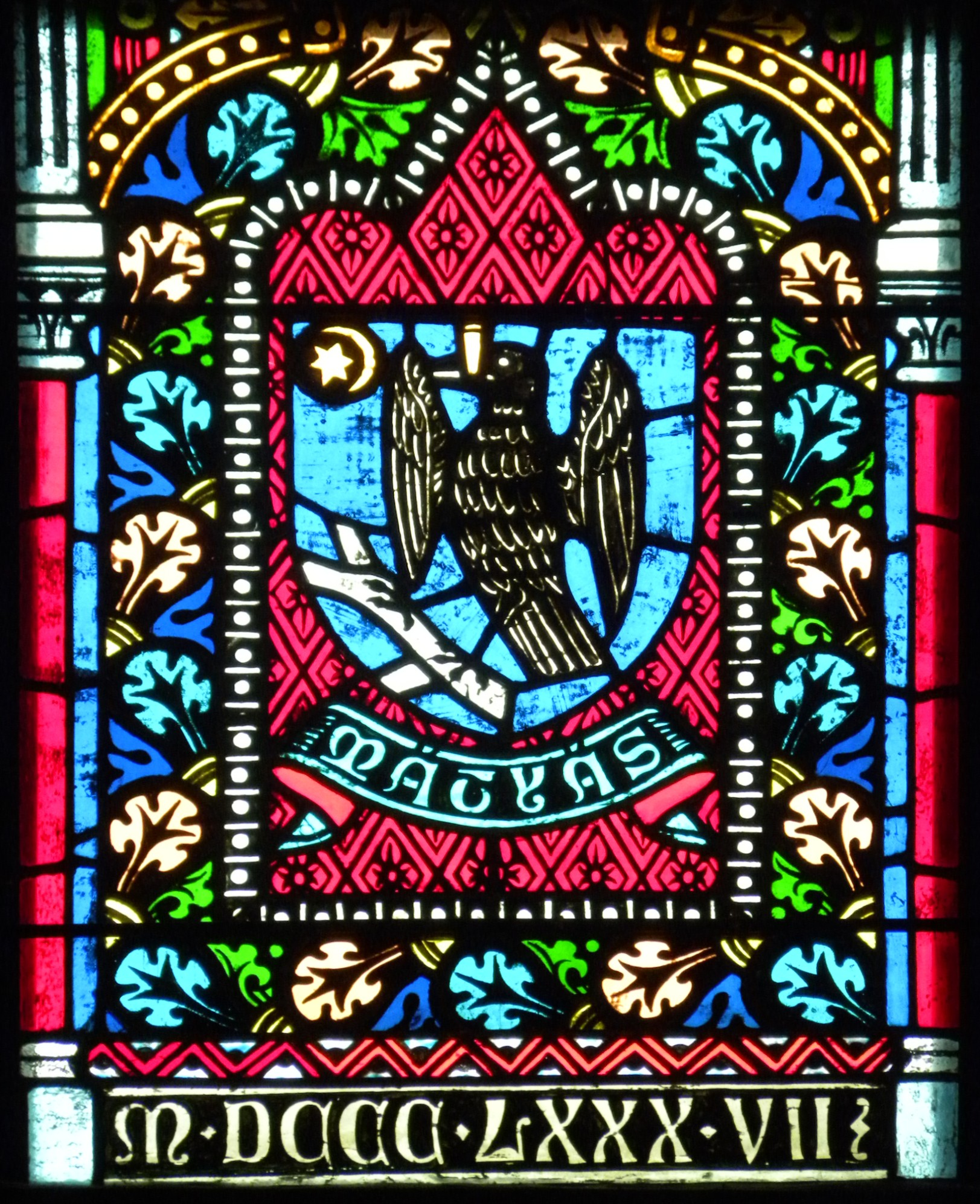
Stemma di Mattia Corvino. Finestra di vetro colorato nella Chiesa di Mattia, Budapest

La tradizione ungherese considera Mattia il più giusto tra i vari sovrani, e sono numerose le leggende e i racconti popolari che lo vedono protagonista. Questi racconti parlano dell'abitudine del re di viaggiare in incognito nel Paese per parlare con il popolo, scoprendo di volta in volta le malefatte o gli inganni dei vari potenti locali. Il suo intervento più o meno diretto riusciva a ristabilire l'ordine.
A una discesa in Italia dell'esercito di Mattia Corvino fa riferimento la canzone Porta Calavena di Bepi De Marzi.
Mattia Corvino appare anche nello strategico a turni 4X Sid Meier's Civilization VI, come leader effettivo della civiltà ungherese.

## Riconoscimenti

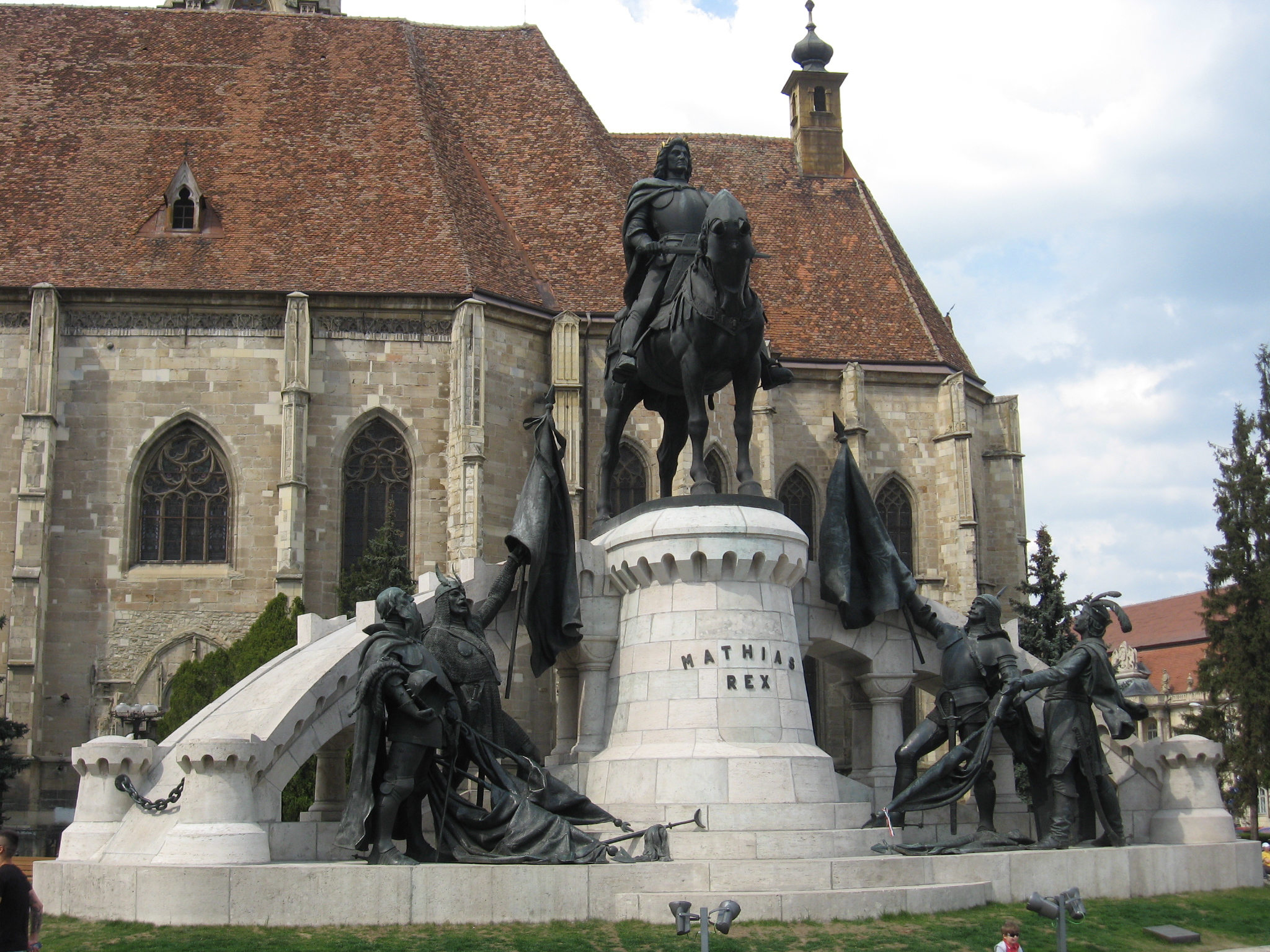
Il monumento di Mattia a Cluj-Napoca

Considerato eroe nazionale ungherese, una sua statua è stata posta nel colonnato della Piazza degli Eroi a Budapest. La chiesa di Nostra Signora Assunta della Collina del Castello a Buda viene comunemente chiamata Chiesa di Mattia, per il fatto che vi si sono celebrati i suoi due matrimoni. Una monumentale statua equestre del re è stata eretta nella sua città nativa nel 1902. C'è anche un suo ritratto in bronzo all'interno del castello di Buda. La sua effigie compare sulla banconota da 1000 fiorini ungheresi.